# Indian Village
Indian Village es un vecindario histórico y próspero ubicado en el lado este de Detroit, Míchigan. Limita al norte y al sur por Mack Avenue y East Jefferson Avenue, respectivamente, a lo largo de las calles de Burns, Iroquois y Seminole. El distrito fue incluido en el Registro Nacional de Lugares Históricos en 1972.

## Descripción
En la avenida East Jefferson con el bulevar Cadillac se encuentra la puerta conmemorativa Hurlbut, una estructura monumental construida en 1894 en la entrada del Water Works Park.
El distrito tiene a su vez varias casas arquitectónicamente significativas construidas a principios del siglo XX. Varias de las casas se han restaurado sustancialmente y muchas otras están en buen estado. Bordeando Indian Village al oeste está West Village, con casas históricas, casas adosadas y apartamentos adicionales.
Muchas de las casas fueron construidas por arquitectos prominentes, como Albert Kahn, Wirt C. Rowland, Louis Kamper o Donaldson y Meier, par la oligarquía de Detroit, como la familia Ford. Muchas casas son muy grandes, algunas de más de 1100 m². Muchos tienen una cochera, y algunos de ellos son más grandes que una casa suburbana promedio. Algunas de las casas también tienen grandes cantidades de azulejos de cerámica Pewabic.
Indian Village tiene organizaciones comunitarias muy activas, incluida la Asociación de pueblos indios, el club de jardinería para hombres y el club de jardinería para mujeres. El vecindario organiza un recorrido anual por el hogar y el jardín el primer sábado de junio, ventas de garaje en el vecindario en septiembre, un recorrido por las casas de vacaciones en diciembre y muchos otros eventos comunitarios. El vecindario contiene muchas casas históricas, incluida la del empresario automotriz Henry M. Leland, fundador de Lincoln y Cadillac, que residía en 1052 Seminole St.

## Galería

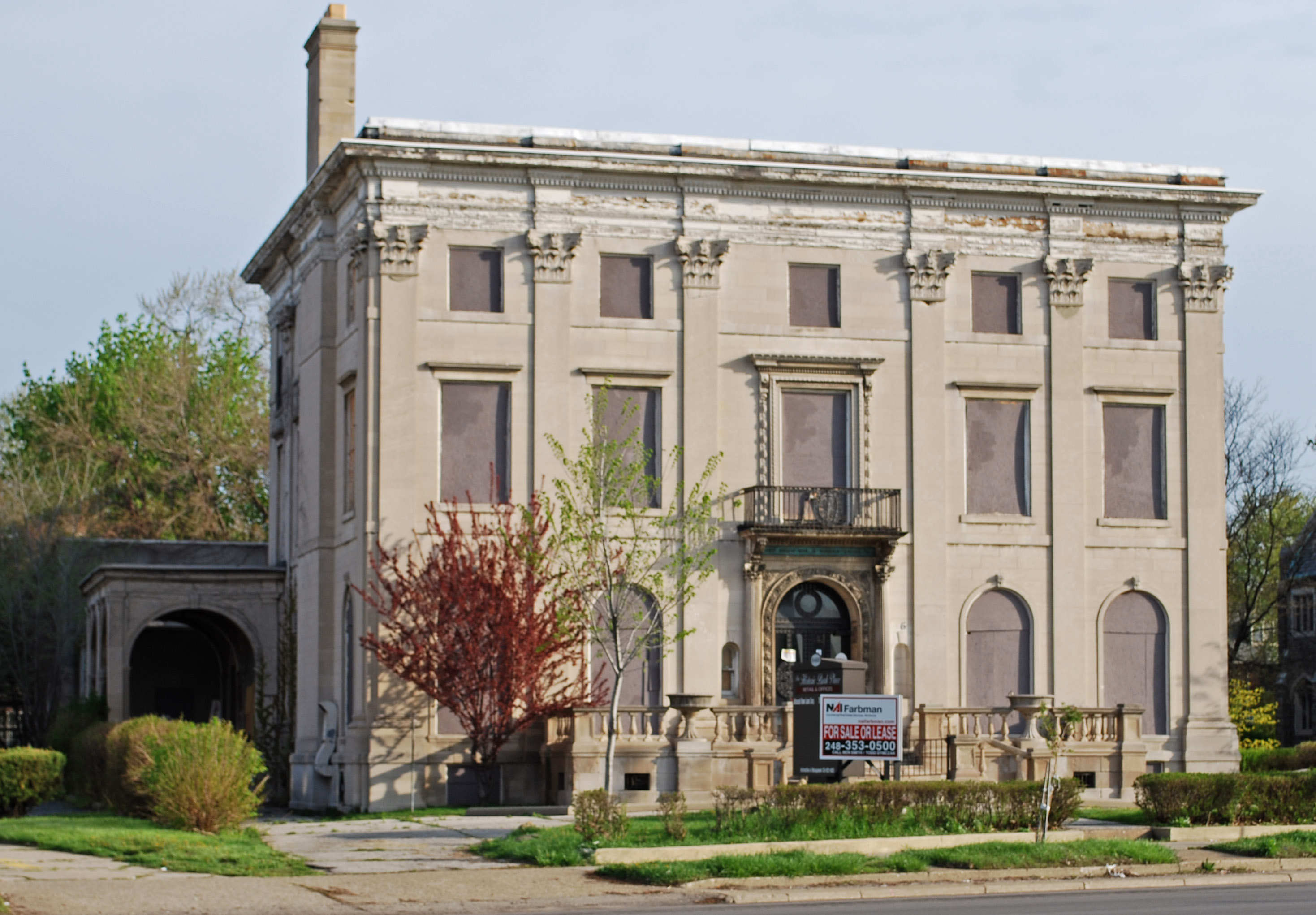
Casa James Burgess Book Jr. (1911), diseñada por Louis Kamper.
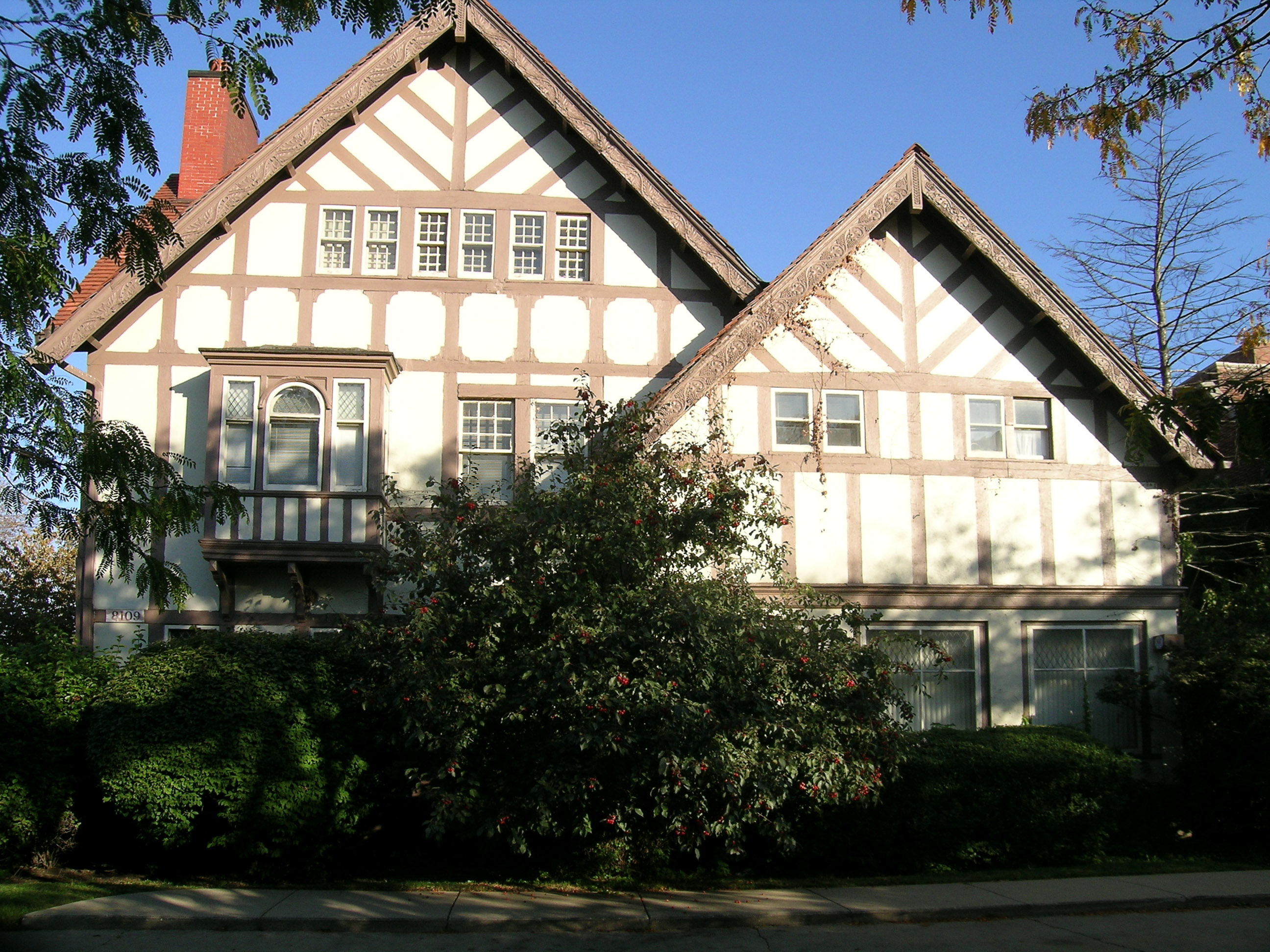
Casa Frederick K. Stearns (1902), de estilo Arts and Crafts.
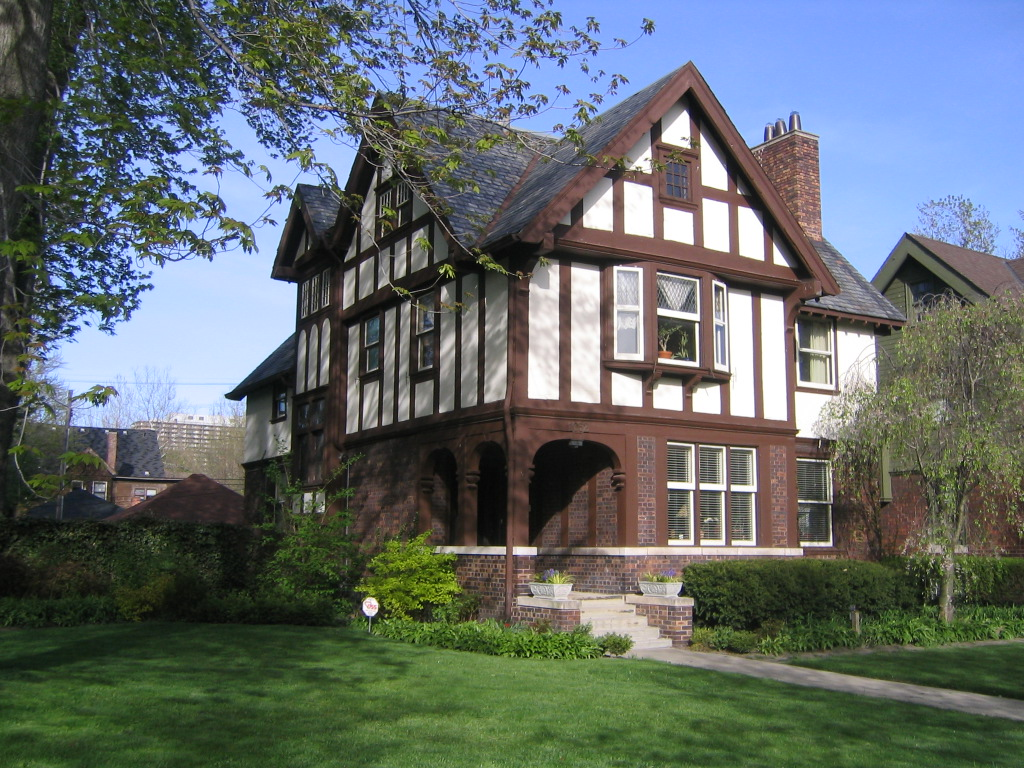
Casa Henry Leland (1901), perteneciente al magnate Henry M. Leland.